# Carangidae
Famille
Les Carangidae sont une famille des poissons téléostéens (Teleostei), de l'ordre des Perciformes.

## Étymologie
Le nom vient du genre type Caranx, qui viendrait du français « carangue » nom donné à ce poisson dans les Caraïbes en 1836.
Mais le nom Caranx a été donné beaucoup plus tôt par le naturaliste français Philibert Commerson et officialisé par Bernard de Lacépède en 1801 dans son Histoire naturelle des poissons (Tome 3, Paris, 1801-1802), et viendrait du grec ancien καρα / kara, tête, en référence à  « la proéminence que présente leur tête, de la force de cette partie, de l'éclat dont elle brille ».
Cependant la première occurrence de ce nom de poisson apparait en 1726 dans un rapport concernant l'Océan Indien :  Relation de l'Île Rodrigues,.

## Description et caractéristiques
Les carangues sont pour la plupart d'assez gros poissons tropicaux prédateurs, puissants et rapides. Leur corps est en général assez comprimé latéralement, mais la forme du corps peut être très originale chez certaines espèces. Les écailles sont le plus souvent petites et cycloïdes et modifiées le long de la ligne latérale en scutelles pointues. Certaines espèces portent des nageoires extranuméraires derrière les nageoires dorsale et anale (un peu comme chez les thons et autres Scombridae). Ces espèces ont deux nageoires dorsales, l'antérieure soutenue par 3 à 9 épines et la postérieure par une épine et 18-37 rayons mous. La nageoire anale porte généralement 3 épines, les deux premières étant séparées du reste et 15 à 31 rayons mous. La nageoire caudale est très fourchue, et le pédoncule caudal étroit. Une espèce (Parona signata) est dépourvue de nageoires pelviennes. Les vertèbres sont au nombre de 24 à 27 (plus souvent 24).
Ce sont des poissons marins, même si certaines espèces peuvent parfois se retrouver en estuaire ; on trouve des membres de cette famille dans les trois principaux bassins océaniques, où ils fréquentent les récifs aussi bien que le milieu pélagique. Il s'agit d'une des plus importantes familles de poissons marins tropicaux et la plupart des espèces sont pêchées commercialement (les plus grosses faisant l'objet de pêche sportive).

## Liste des sous-familles et genres

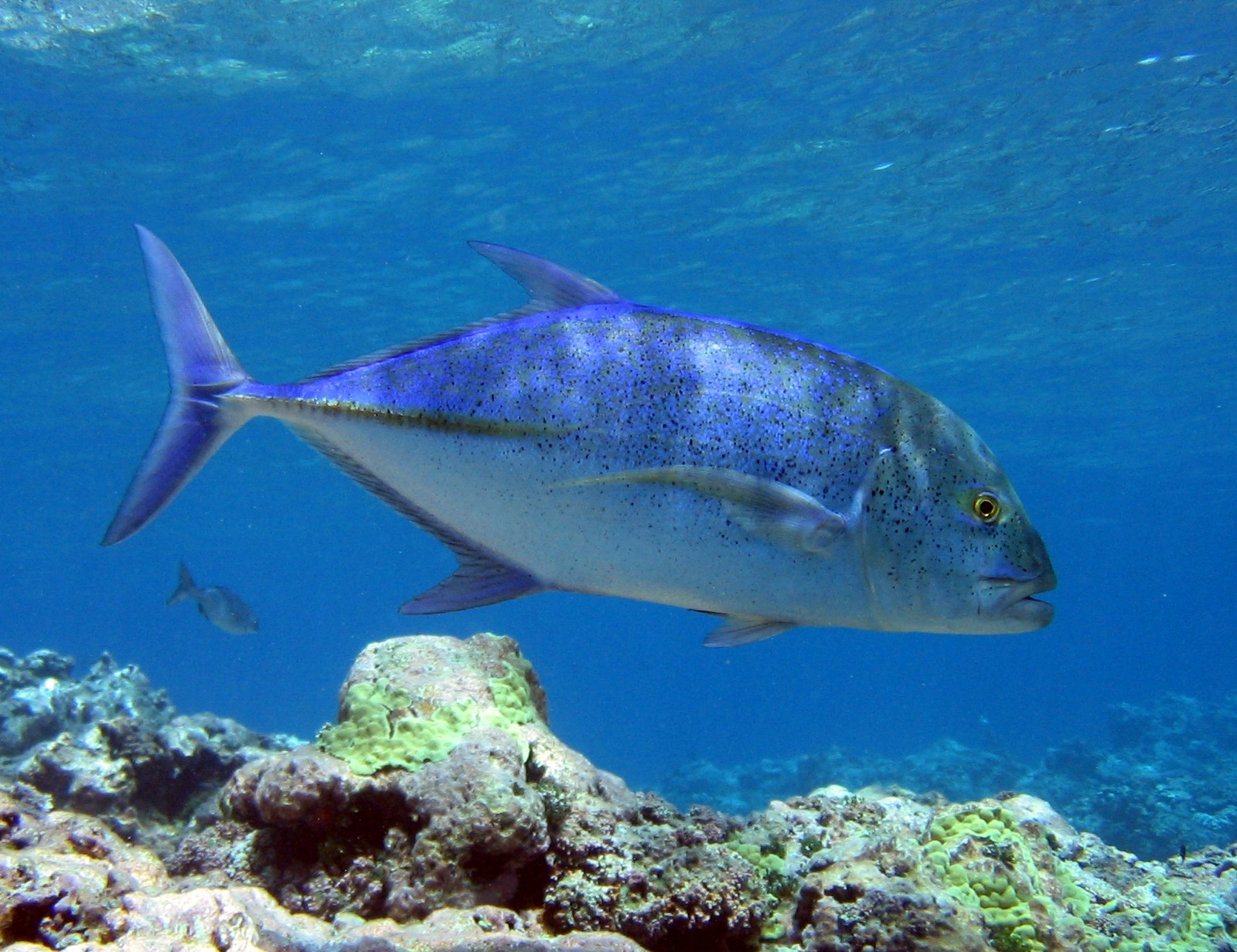
Carangue bleue (Caranx melampygus).

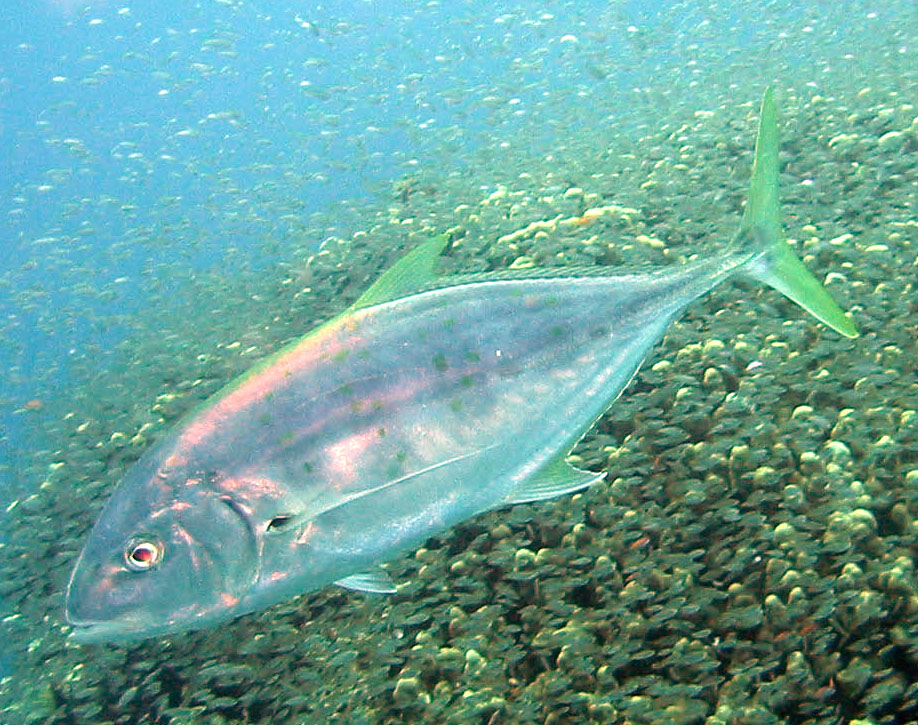
Carangoides bajad.

La famille des Carangidés est subdivisée en sous-familles et genres suivants, :
- Sous-famille Trachinotinae Gill, 1861[7]
  - genre Lichia Cuvier, 1816
  - genre Trachinotus Lacepède, 1801
- Sous-famille Scomberoidinae Gill, 1890[7]
  - genre Oligoplites Gill, 1863
  - genre Parona Berg, 1895
  - genre Scomberoides Lacepède, 1801
- Sous-famille Naucratinae Bleeker, 1859[7]
  - genre Campogramma Regan, 1903
  - genre Elagatis Bennett, 1840
  - genre Naucrates Rafinesque, 1810
  - genre Seriola Cuvier, 1816
  - genre Seriolina Wakiya, 1924
- Sous-famille Caranginae Rafinesque, 1815[7]
  - genre Alectis Rafinesque, 1815
  - genre Alepes Swainson, 1839
  - genre Atropus
  - genre Atule Jordan & Jordan, 1922
  - genre Carangoides Bleeker, 1851
  - genre Caranx Lacepède, 1801
  - genre Chloroscombrus Girard, 1858
  - genre Decapterus Bleeker, 1851
  - genre Gnathanodon Bleeker, 1851
  - genre Gnathonodon
  - genre Hemicaranx Bleeker, 1862
  - genre Hemitripteronotus
  - genre Megalaspis Bleeker, 1851
  - genre Pantolabus
  - genre Parastromateus Bleeker, 1864
  - genre Pseudocaranx Bleeker, 1863
  - genre Saurus Browne, 1789
  - genre Selar Bleeker, 1851
  - genre Selaroides Bleeker, 1851
  - genre Selene
  - genre Trachurus Rafinesque, 1810
  - genre Ulua Jordan & Snyder, 1908
  - genre Uraspis Bleeker, 1855

|  | Naucratinae |
|  |             |
|  | Caranginae  |
|  |             |

|  | Scomberoidinae |
|  |                |
|  | Trachinotinae  |
|  |                |

|  | Goldmakrelen (Coryphaenidae)                                                          |
|  |                                                                                       |
|  | \| \| Cobia (Rachycentridae) \| \| \| \| \| \| Schiffshalter (Echeneidae) \| \| \| \| |
|  |                                                                                       |
|  | Cobia (Rachycentridae)                                                                |
|  |                                                                                       |
|  | Schiffshalter (Echeneidae)                                                            |
|  |                                                                                       |

|  | Cobia (Rachycentridae)     |
|  |                            |
|  | Schiffshalter (Echeneidae) |
|  |                            |

|  | Scomberoidinae |
|  |                |
|  | Trachinotinae  |
|  |                |

|  | Goldmakrelen (Coryphaenidae)                                                          |
|  |                                                                                       |
|  | \| \| Cobia (Rachycentridae) \| \| \| \| \| \| Schiffshalter (Echeneidae) \| \| \| \| |
|  |                                                                                       |
|  | Cobia (Rachycentridae)                                                                |
|  |                                                                                       |
|  | Schiffshalter (Echeneidae)                                                            |
|  |                                                                                       |

|  | Cobia (Rachycentridae)     |
|  |                            |
|  | Schiffshalter (Echeneidae) |
|  |                            |

|  | Naucratinae |
|  |             |
|  | Caranginae  |
|  |             |

|  | Scomberoidinae |
|  |                |
|  | Trachinotinae  |
|  |                |

|  | Goldmakrelen (Coryphaenidae)                                                          |
|  |                                                                                       |
|  | \| \| Cobia (Rachycentridae) \| \| \| \| \| \| Schiffshalter (Echeneidae) \| \| \| \| |
|  |                                                                                       |
|  | Cobia (Rachycentridae)                                                                |
|  |                                                                                       |
|  | Schiffshalter (Echeneidae)                                                            |
|  |                                                                                       |

|  | Cobia (Rachycentridae)     |
|  |                            |
|  | Schiffshalter (Echeneidae) |
|  |                            |

|  | Scomberoidinae |
|  |                |
|  | Trachinotinae  |
|  |                |

|  | Goldmakrelen (Coryphaenidae)                                                          |
|  |                                                                                       |
|  | \| \| Cobia (Rachycentridae) \| \| \| \| \| \| Schiffshalter (Echeneidae) \| \| \| \| |
|  |                                                                                       |
|  | Cobia (Rachycentridae)                                                                |
|  |                                                                                       |
|  | Schiffshalter (Echeneidae)                                                            |
|  |                                                                                       |

|  | Cobia (Rachycentridae)     |
|  |                            |
|  | Schiffshalter (Echeneidae) |
|  |                            |

|  | Naucratinae |
|  |             |
|  | Caranginae  |
|  |             |

|  | Scomberoidinae |
|  |                |
|  | Trachinotinae  |
|  |                |

|  | Goldmakrelen (Coryphaenidae)                                                          |
|  |                                                                                       |
|  | \| \| Cobia (Rachycentridae) \| \| \| \| \| \| Schiffshalter (Echeneidae) \| \| \| \| |
|  |                                                                                       |
|  | Cobia (Rachycentridae)                                                                |
|  |                                                                                       |
|  | Schiffshalter (Echeneidae)                                                            |
|  |                                                                                       |

|  | Cobia (Rachycentridae)     |
|  |                            |
|  | Schiffshalter (Echeneidae) |
|  |                            |

|  | Scomberoidinae |
|  |                |
|  | Trachinotinae  |
|  |                |

|  | Goldmakrelen (Coryphaenidae)                                                          |
|  |                                                                                       |
|  | \| \| Cobia (Rachycentridae) \| \| \| \| \| \| Schiffshalter (Echeneidae) \| \| \| \| |
|  |                                                                                       |
|  | Cobia (Rachycentridae)                                                                |
|  |                                                                                       |
|  | Schiffshalter (Echeneidae)                                                            |
|  |                                                                                       |

|  | Cobia (Rachycentridae)     |
|  |                            |
|  | Schiffshalter (Echeneidae) |
|  |                            |

|  | Naucratinae |
|  |             |
|  | Caranginae  |
|  |             |

|  | Scomberoidinae |
|  |                |
|  | Trachinotinae  |
|  |                |

|  | Goldmakrelen (Coryphaenidae)                                                          |
|  |                                                                                       |
|  | \| \| Cobia (Rachycentridae) \| \| \| \| \| \| Schiffshalter (Echeneidae) \| \| \| \| |
|  |                                                                                       |
|  | Cobia (Rachycentridae)                                                                |
|  |                                                                                       |
|  | Schiffshalter (Echeneidae)                                                            |
|  |                                                                                       |

|  | Cobia (Rachycentridae)     |
|  |                            |
|  | Schiffshalter (Echeneidae) |
|  |                            |

|  | Scomberoidinae |
|  |                |
|  | Trachinotinae  |
|  |                |

|  | Goldmakrelen (Coryphaenidae)                                                          |
|  |                                                                                       |
|  | \| \| Cobia (Rachycentridae) \| \| \| \| \| \| Schiffshalter (Echeneidae) \| \| \| \| |
|  |                                                                                       |
|  | Cobia (Rachycentridae)                                                                |
|  |                                                                                       |
|  | Schiffshalter (Echeneidae)                                                            |
|  |                                                                                       |

|  | Cobia (Rachycentridae)     |
|  |                            |
|  | Schiffshalter (Echeneidae) |
|  |                            |

Selon Paleobiology Database (7 mars 2019) :
- genre † Ceratoichthys Blot, 1969
- genre † Eastmanalepes Bannikov, 1984

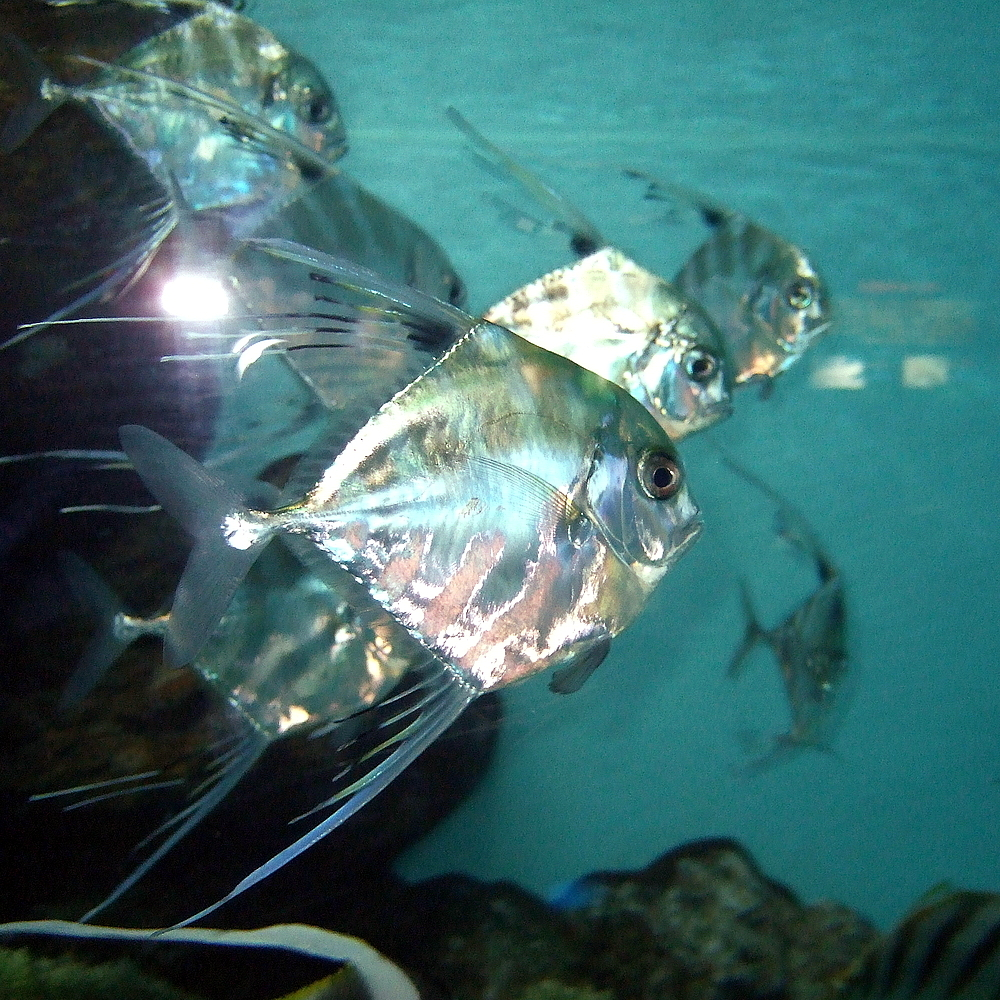
Alectis ciliaris
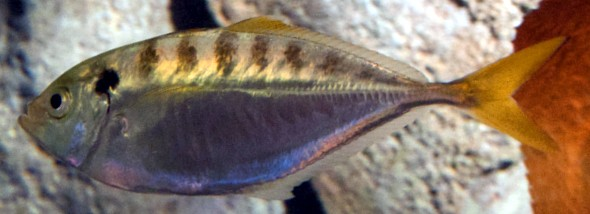
Alepes kleiini
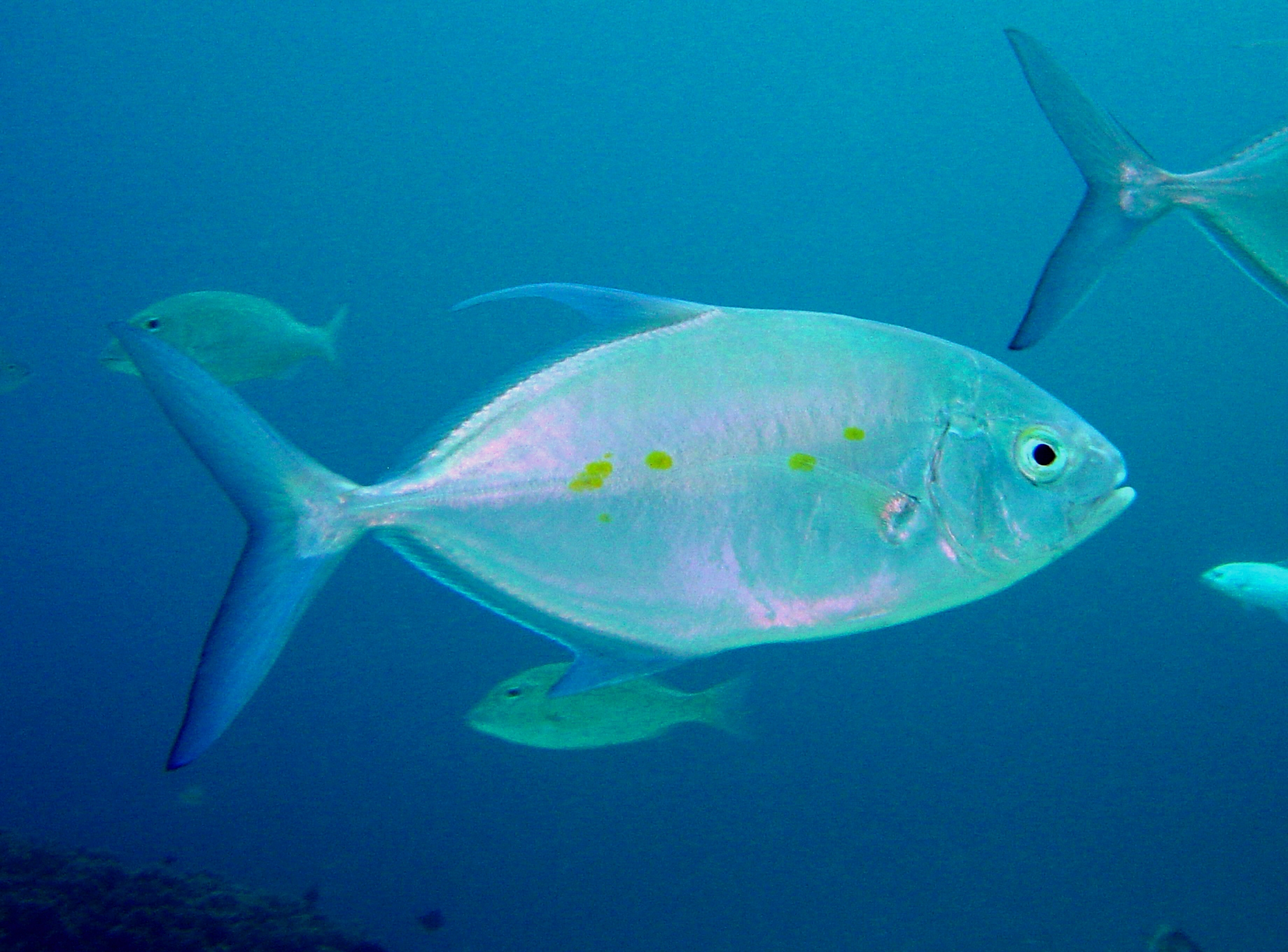
Carangoides orthogrammus
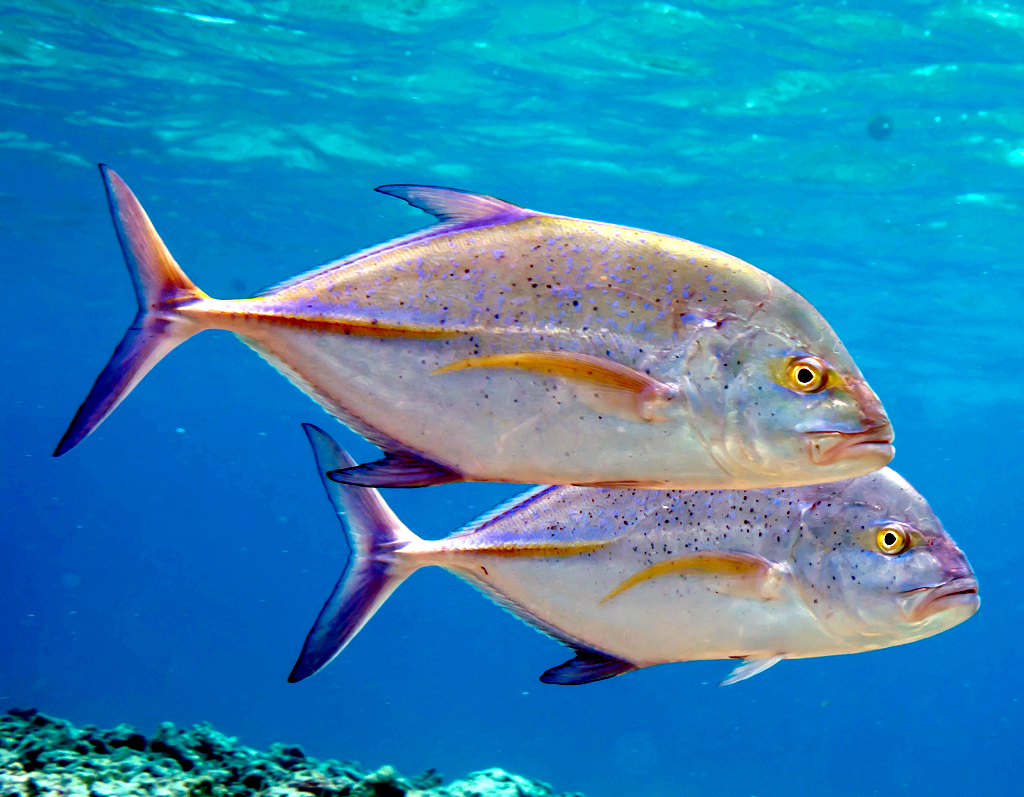
Caranx melampygus
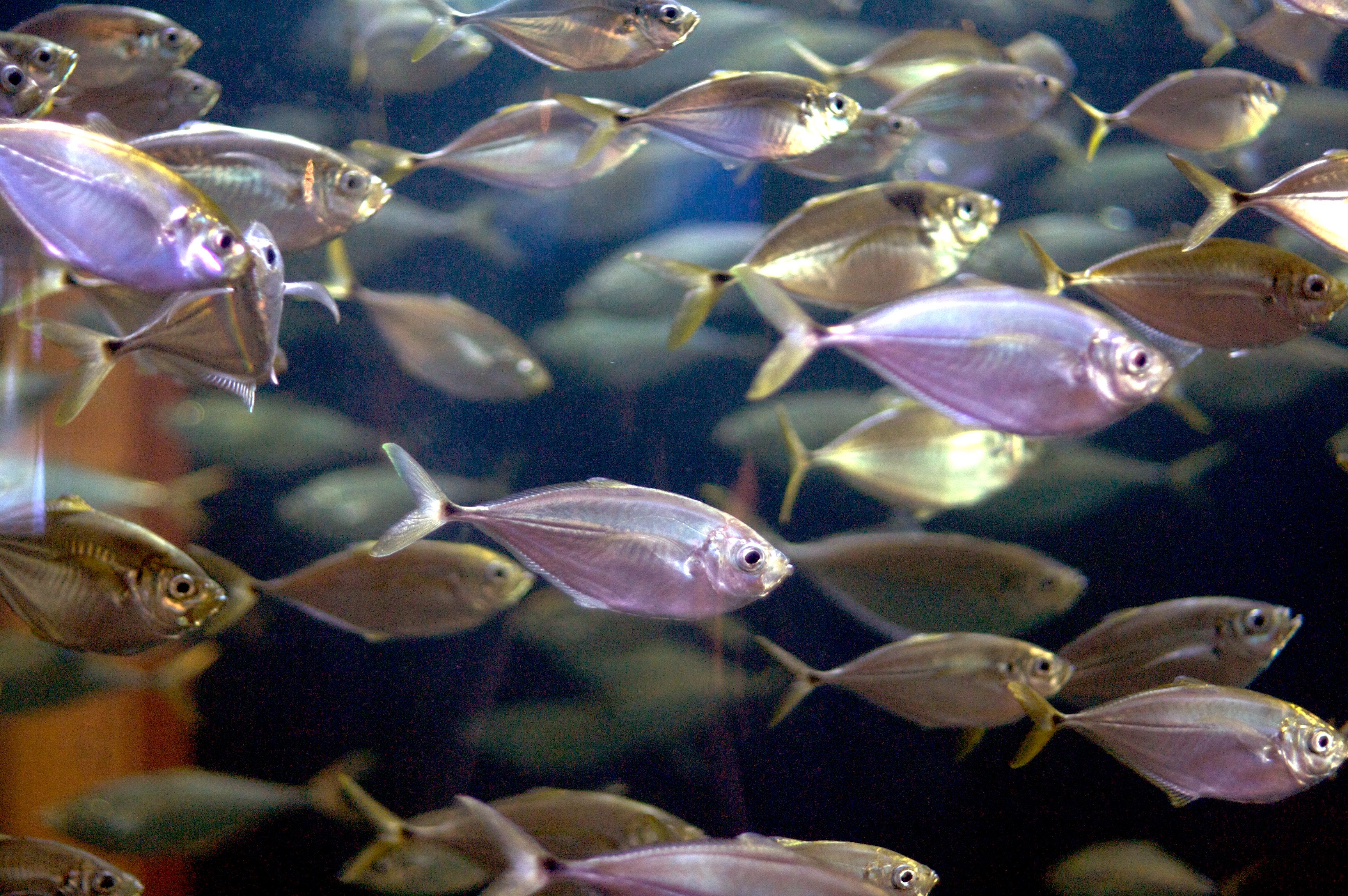
Chloroscombrus chrysurus
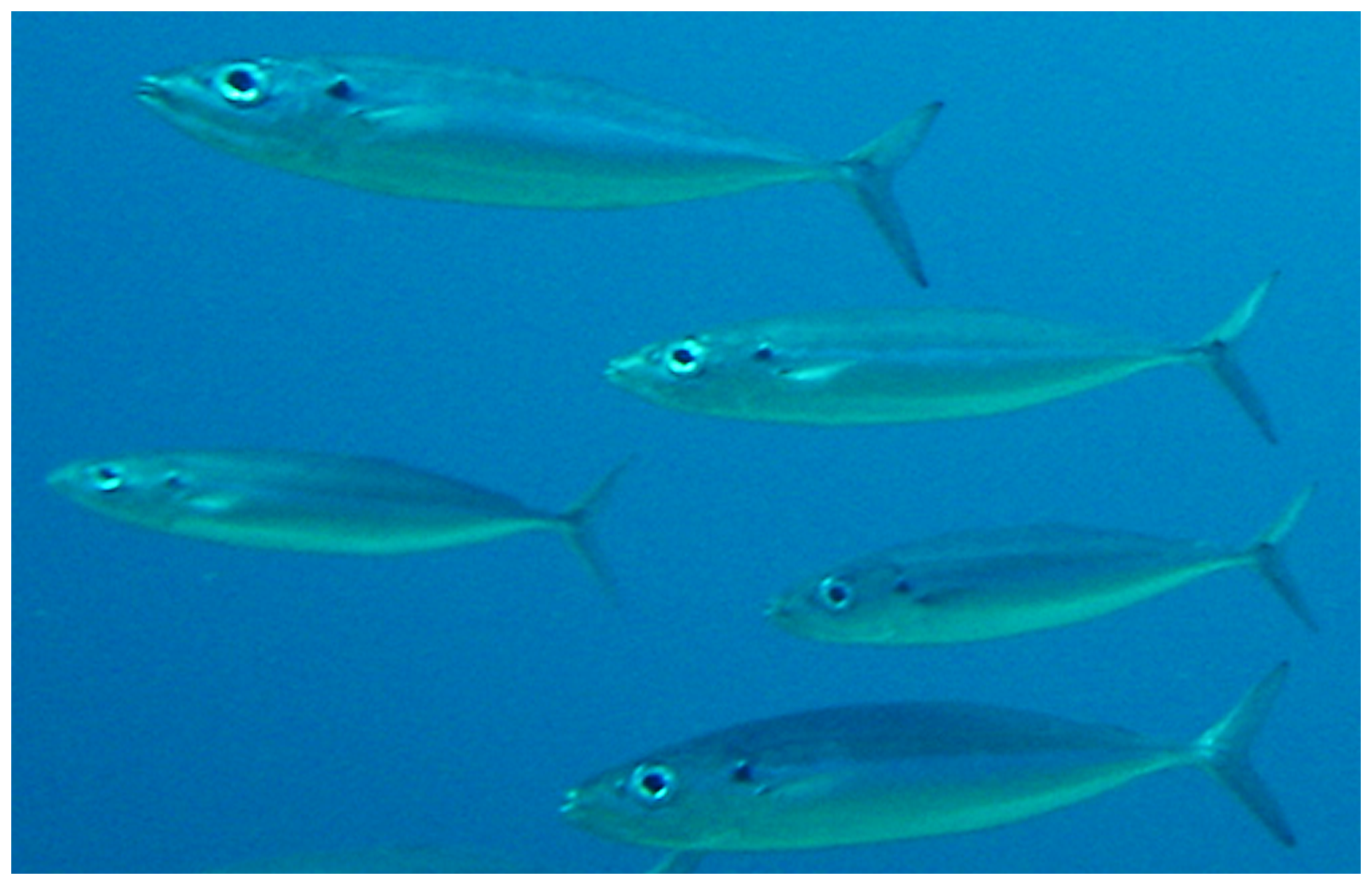
Decapterus macarellus
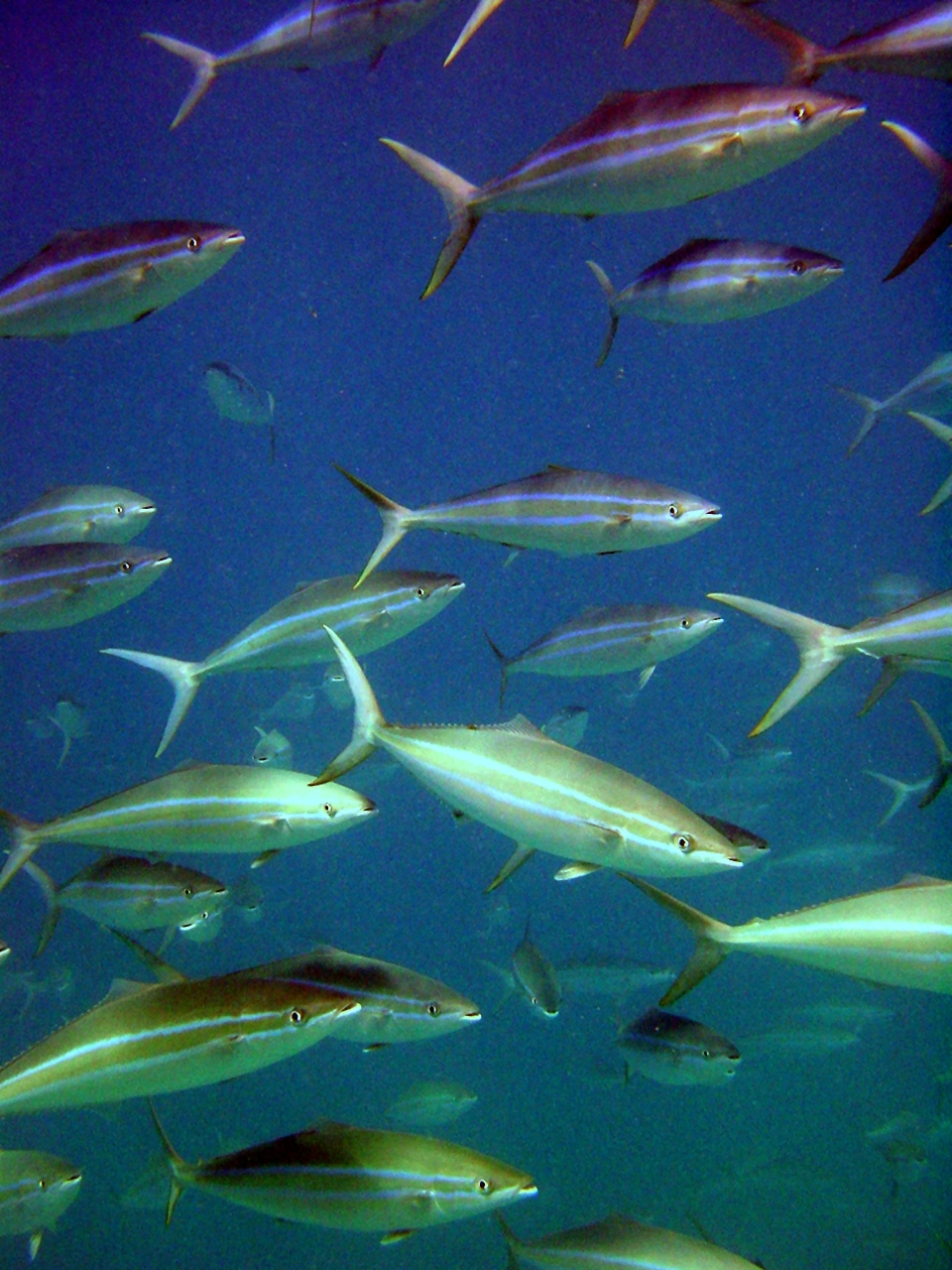
Elagatis bipinnulata
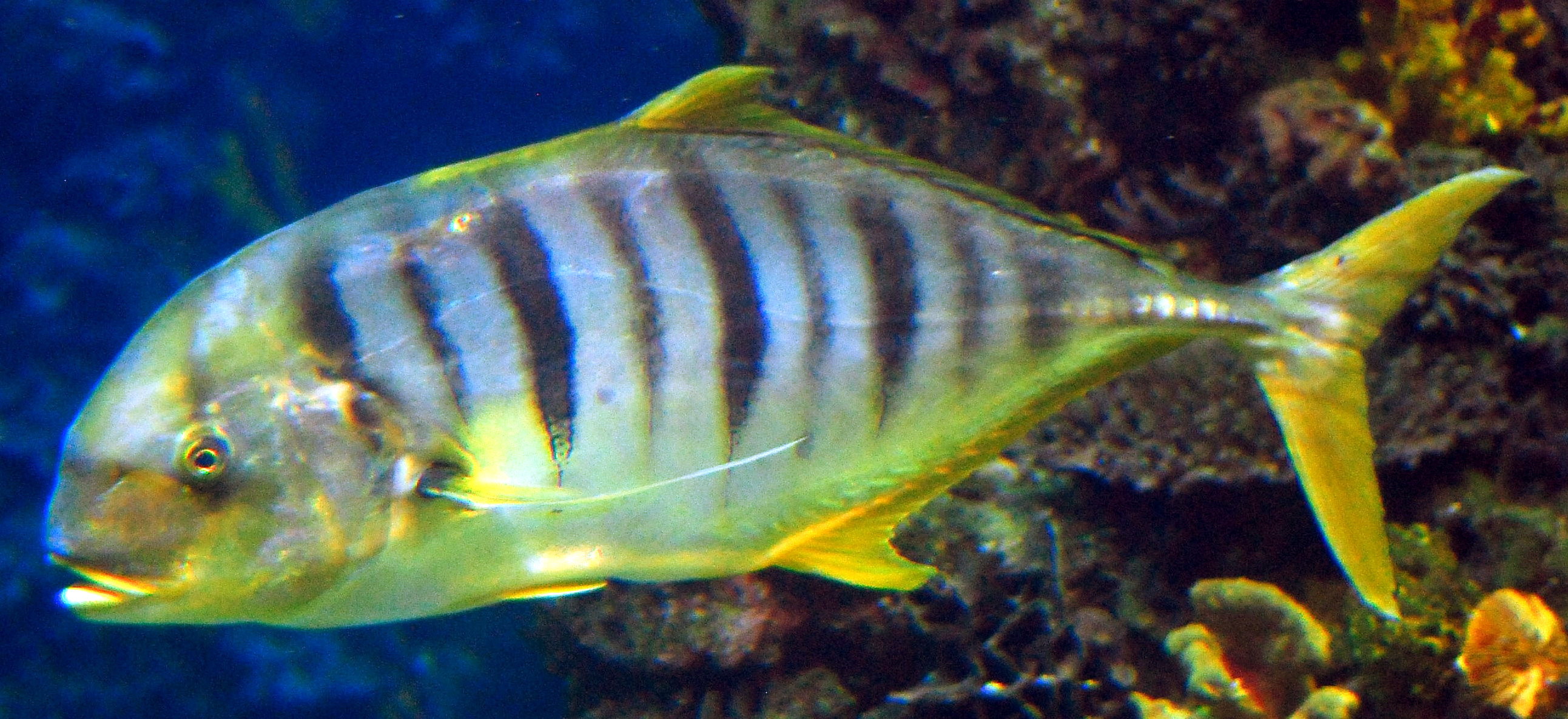
Gnathanodon speciosus
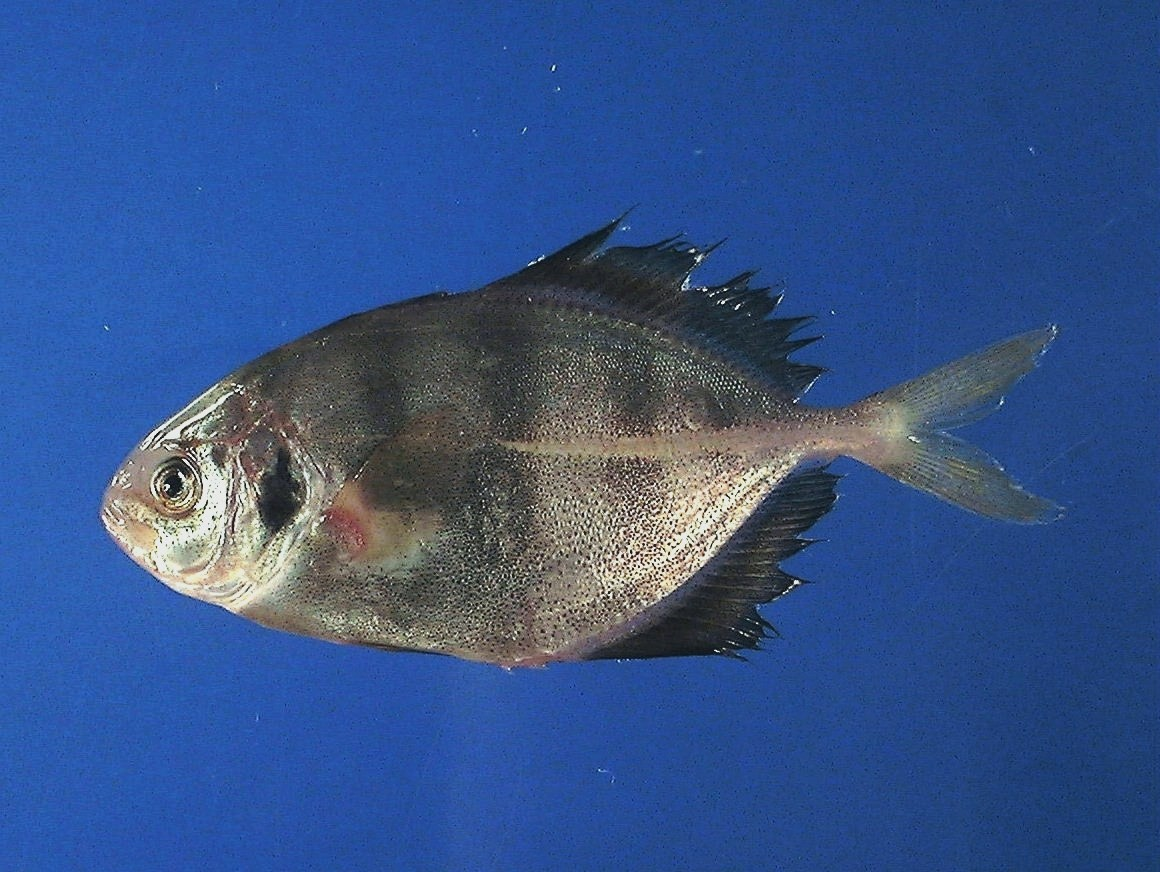
Hemicaranx amblyrhynchus
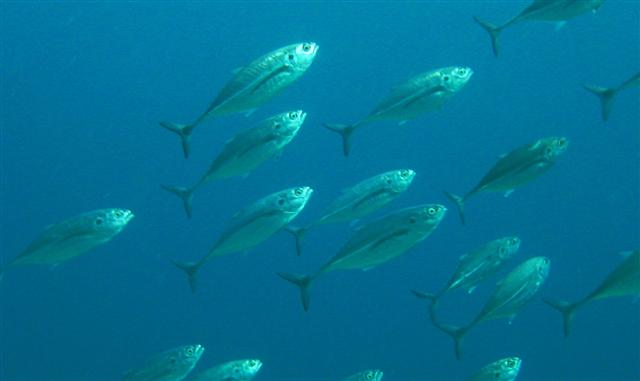
Megalaspis cordyla
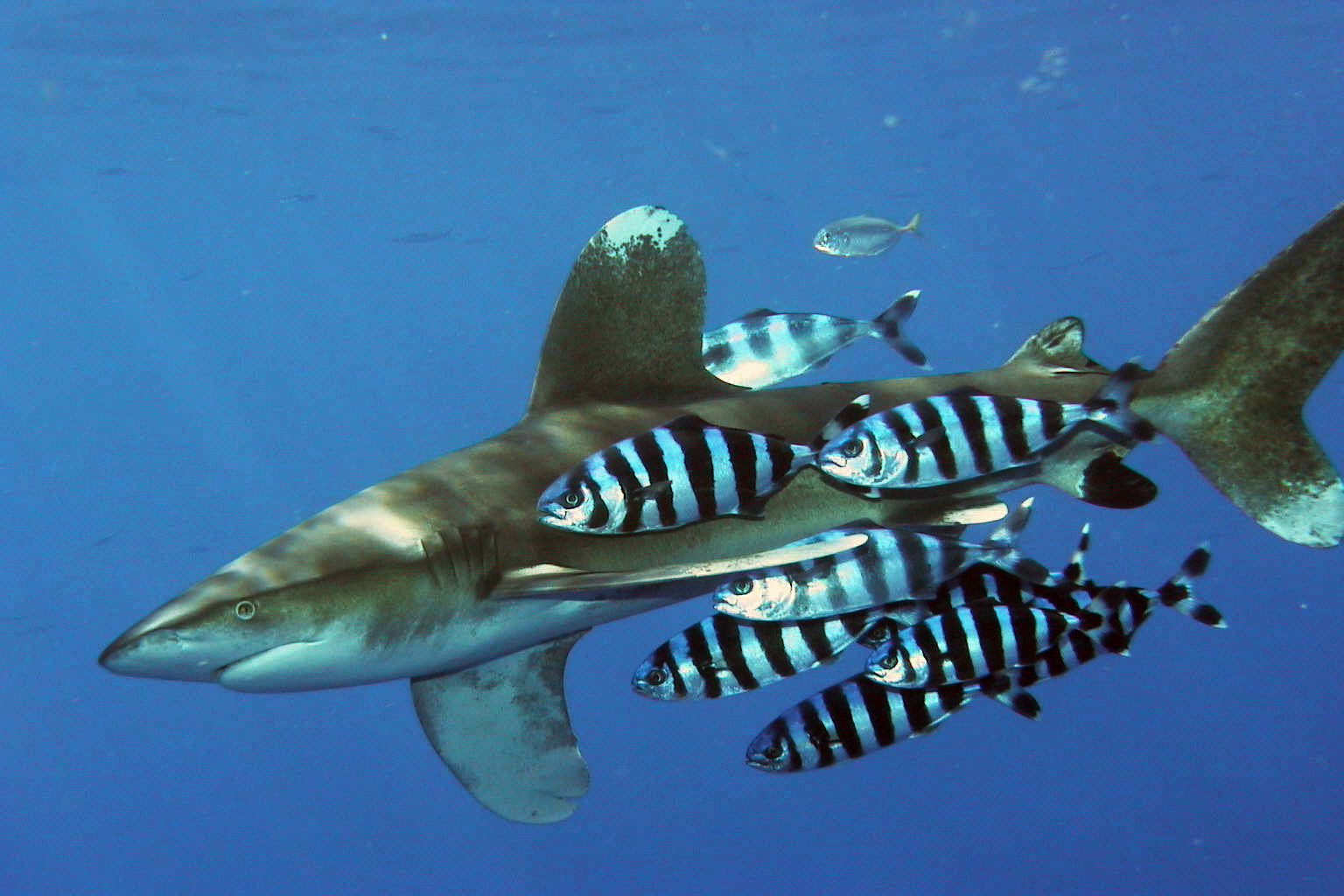
Naucrates ductor suivant un requin
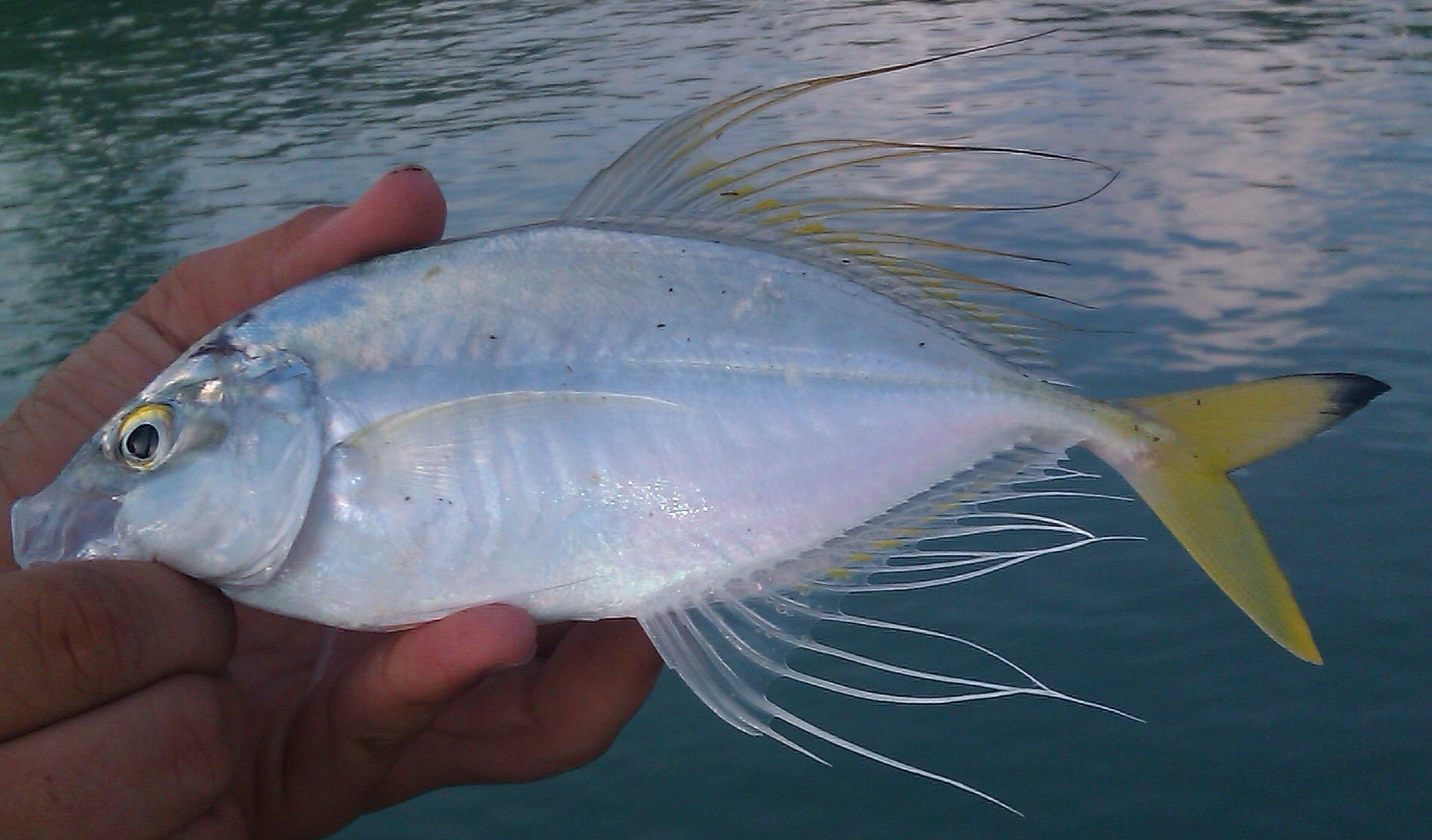
Pantolabus radiatus
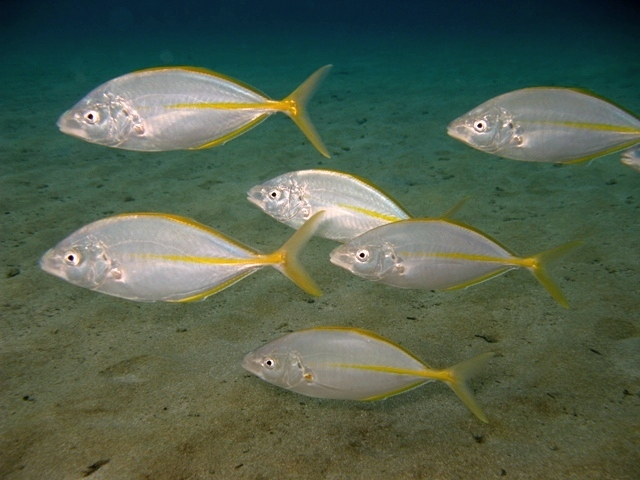
Pseudocaranx dentex
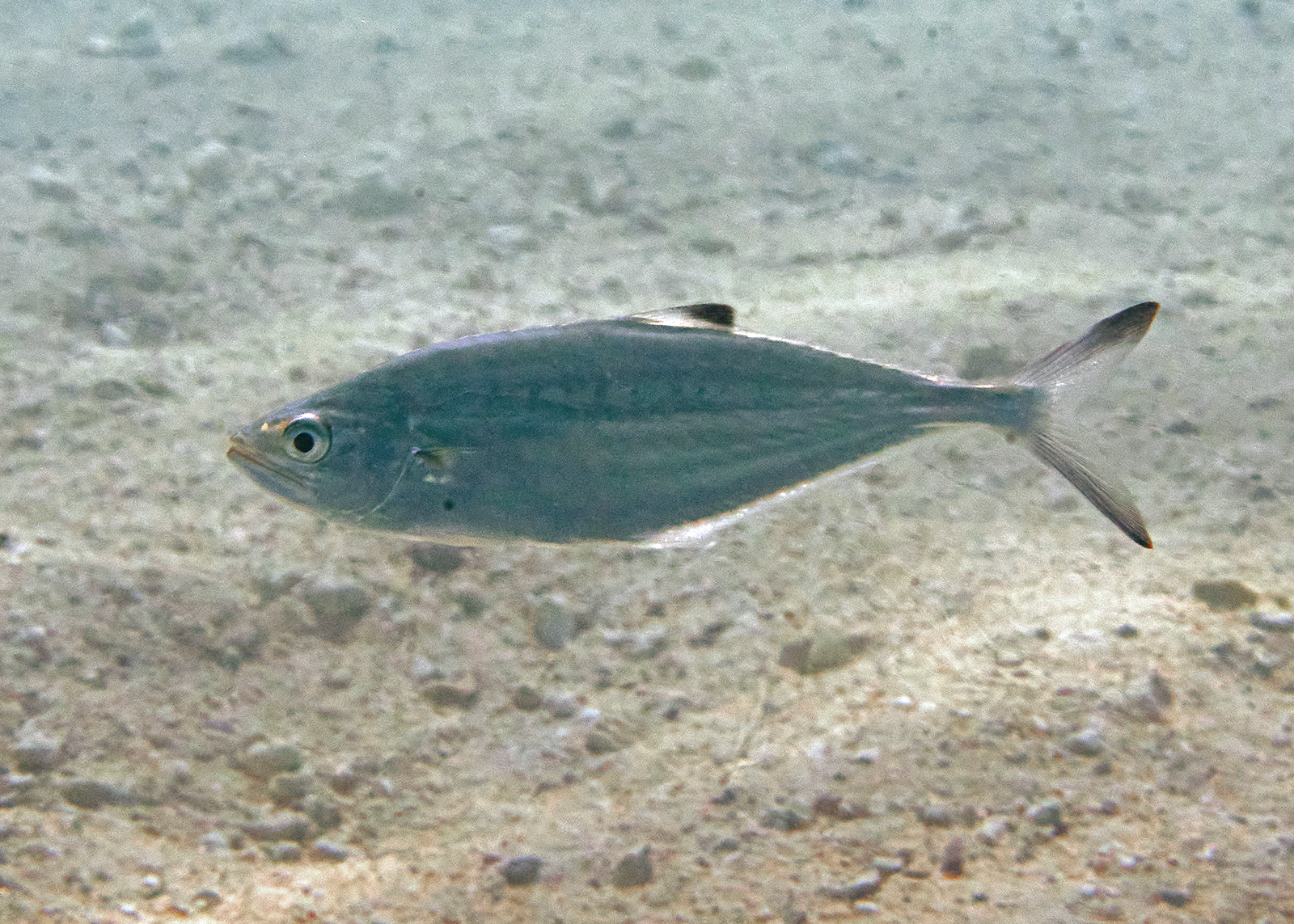
Scomberoides lysan
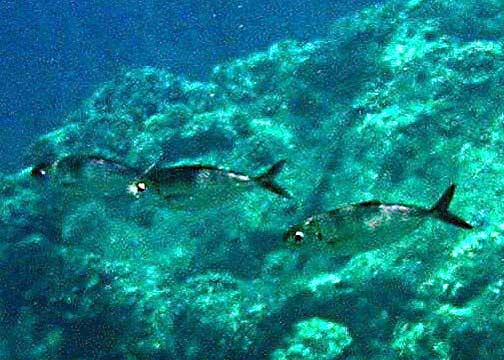
Selar crumenophthalmus
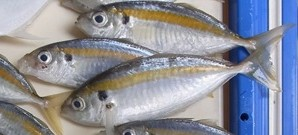
Selaroides leptolepis
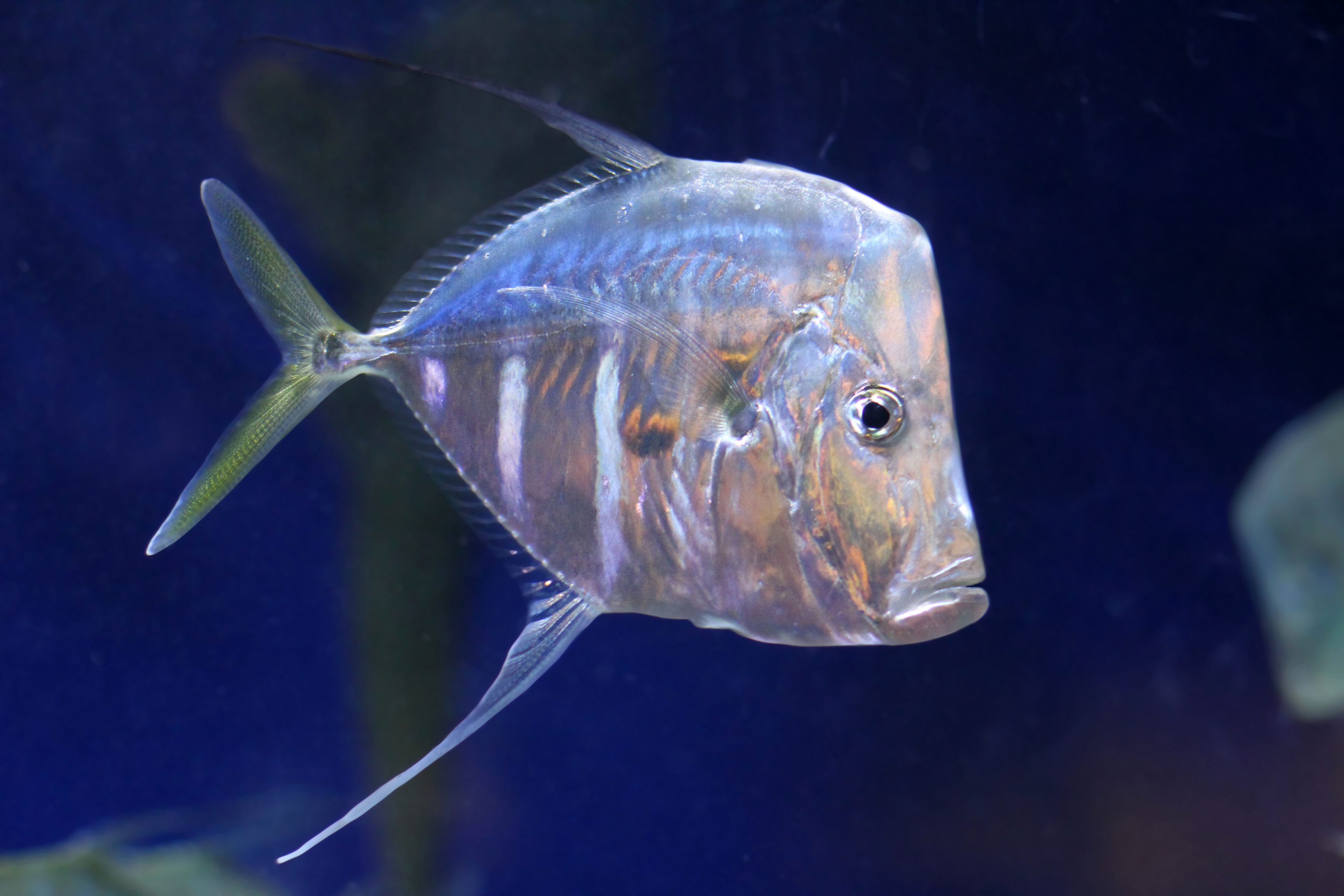
Selene vomer
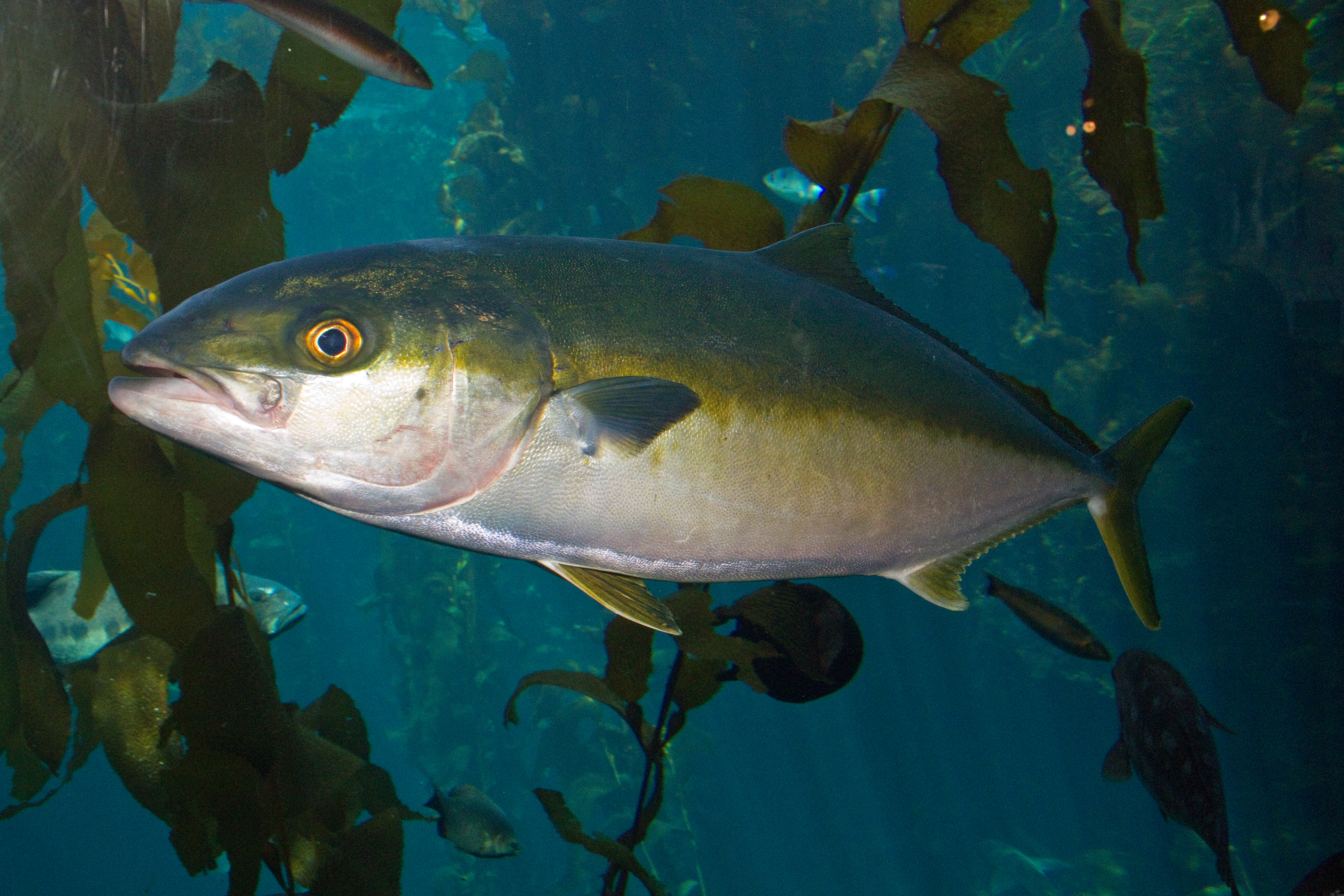
Seriola lalandi
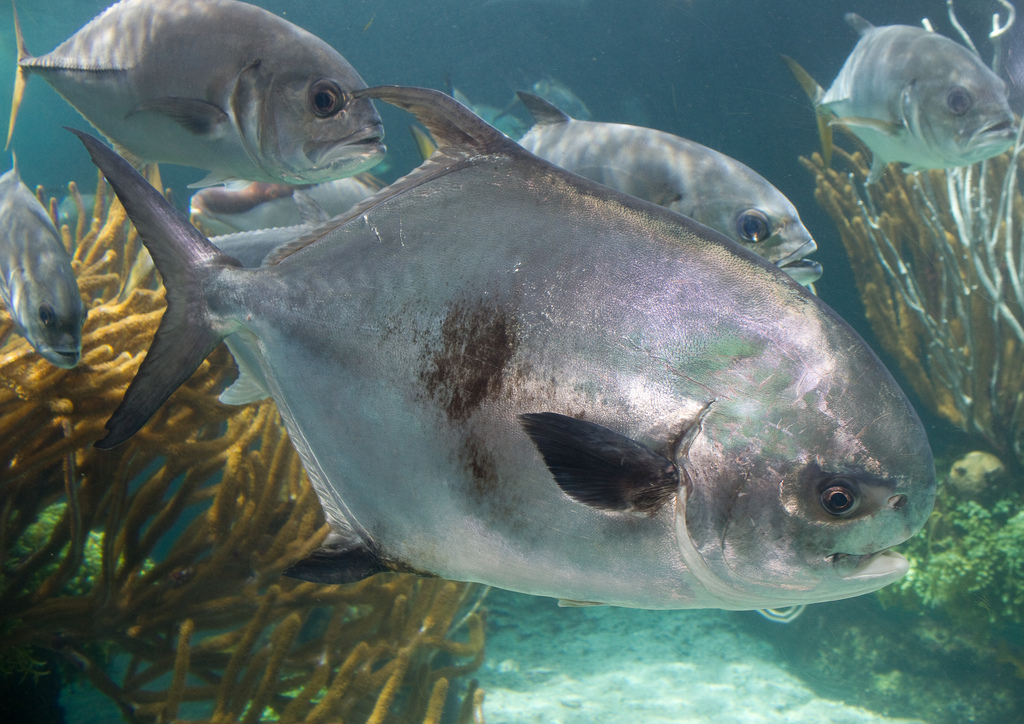
Trachinotus falcatus
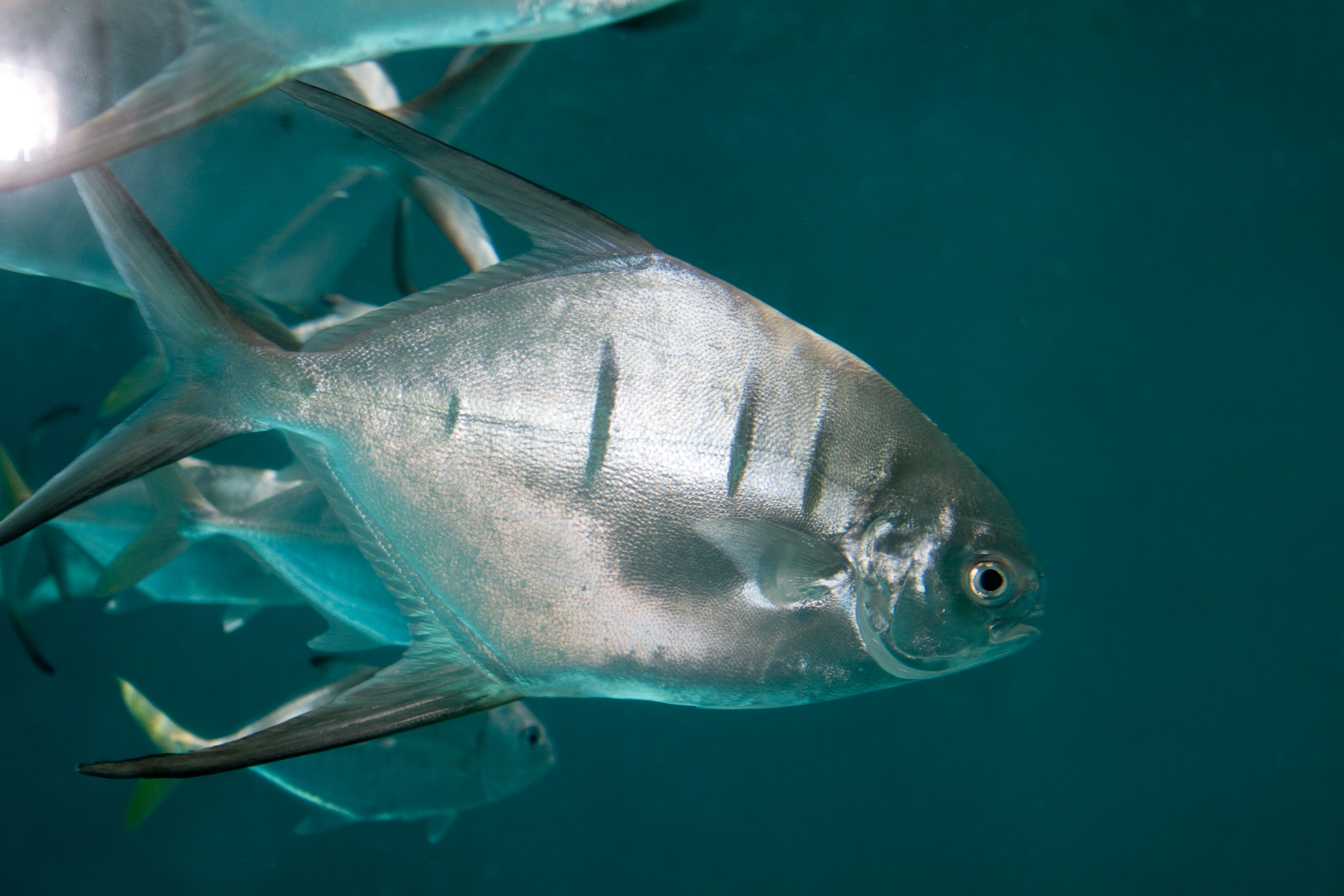
Trachinotus goodei
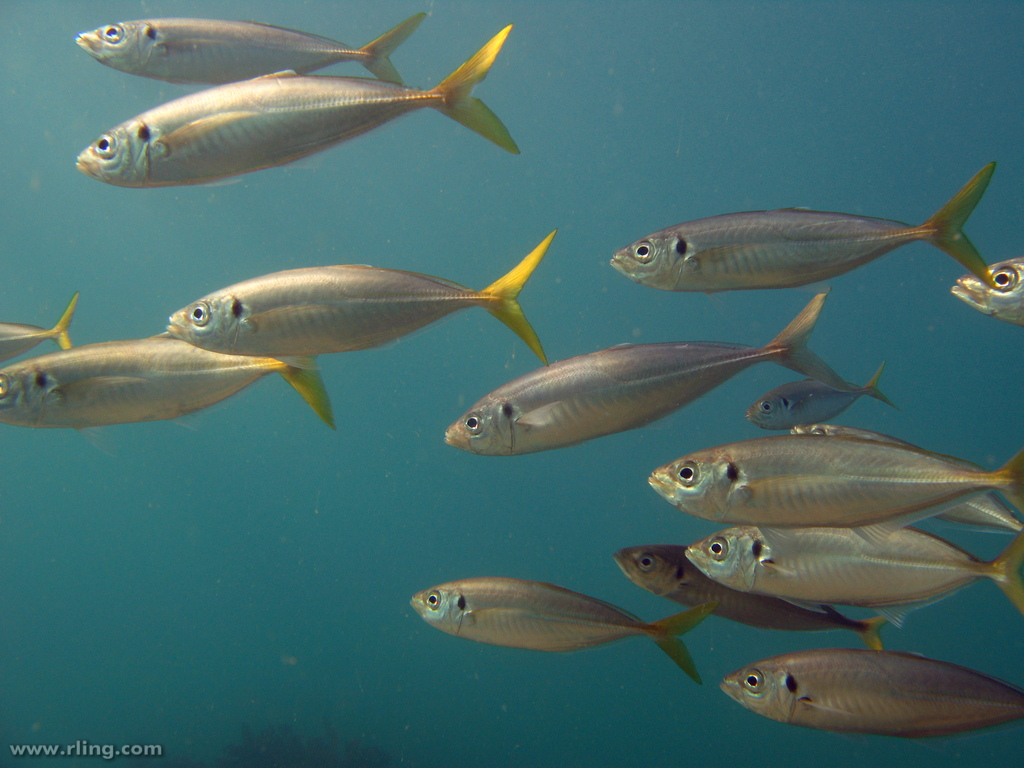
Trachurus novaezelandiae
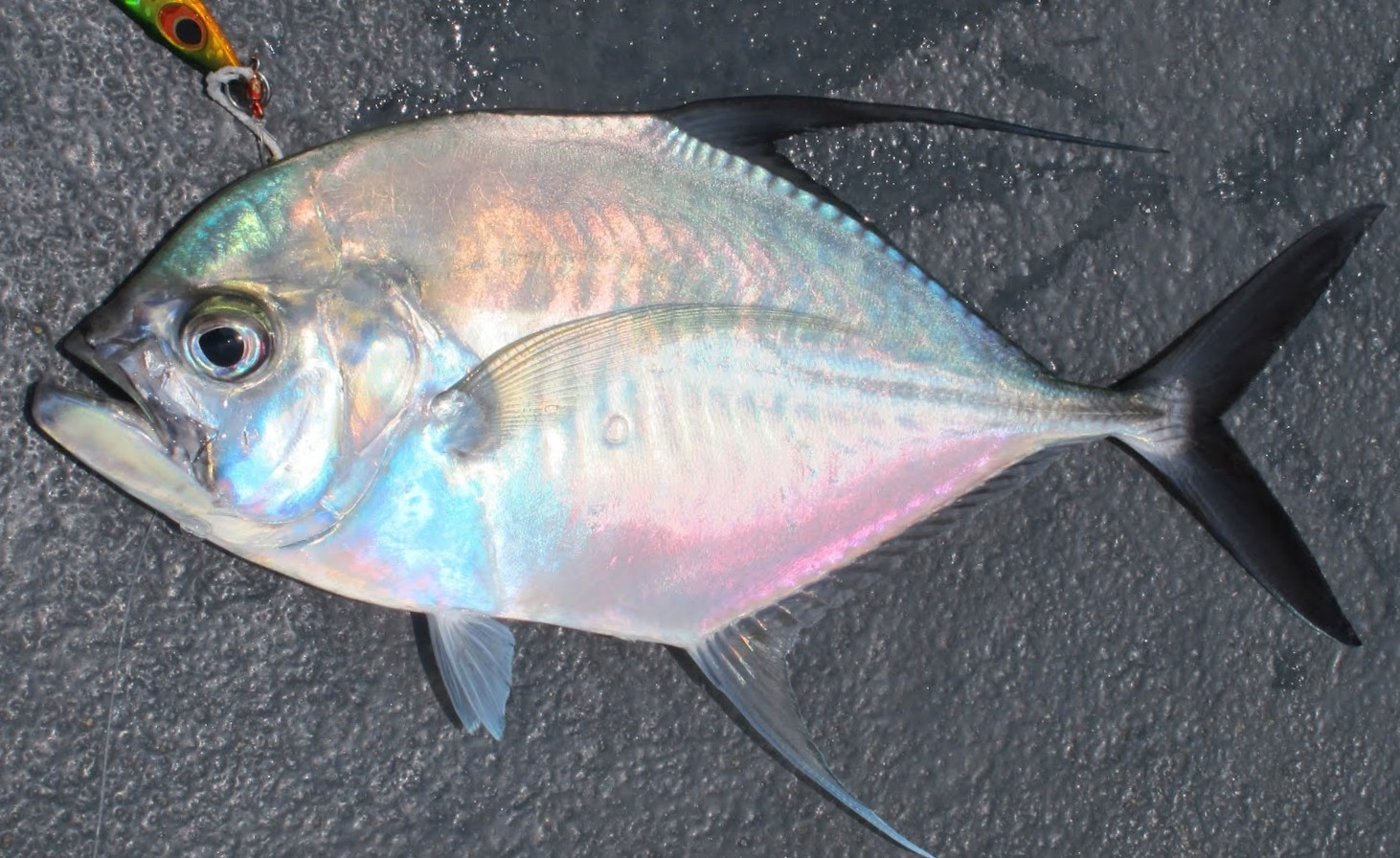
Ulua mentalis
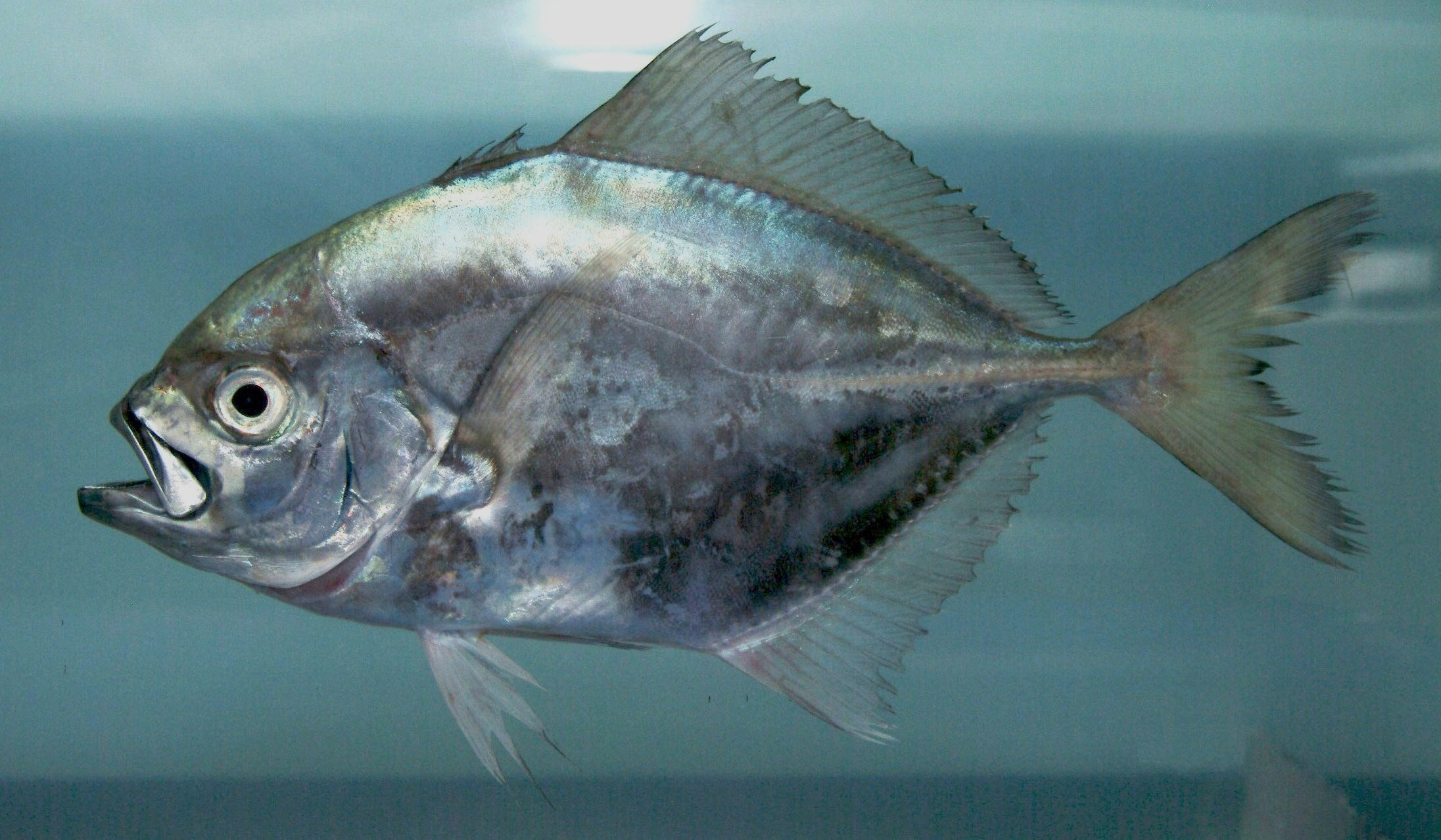
Uraspis secunda